# Beaverton (Alabama)
Pour les articles homonymes, voir Beaverton et Beaver.
Beaverton est une municipalité américaine située dans le comté de Lamar en Alabama.

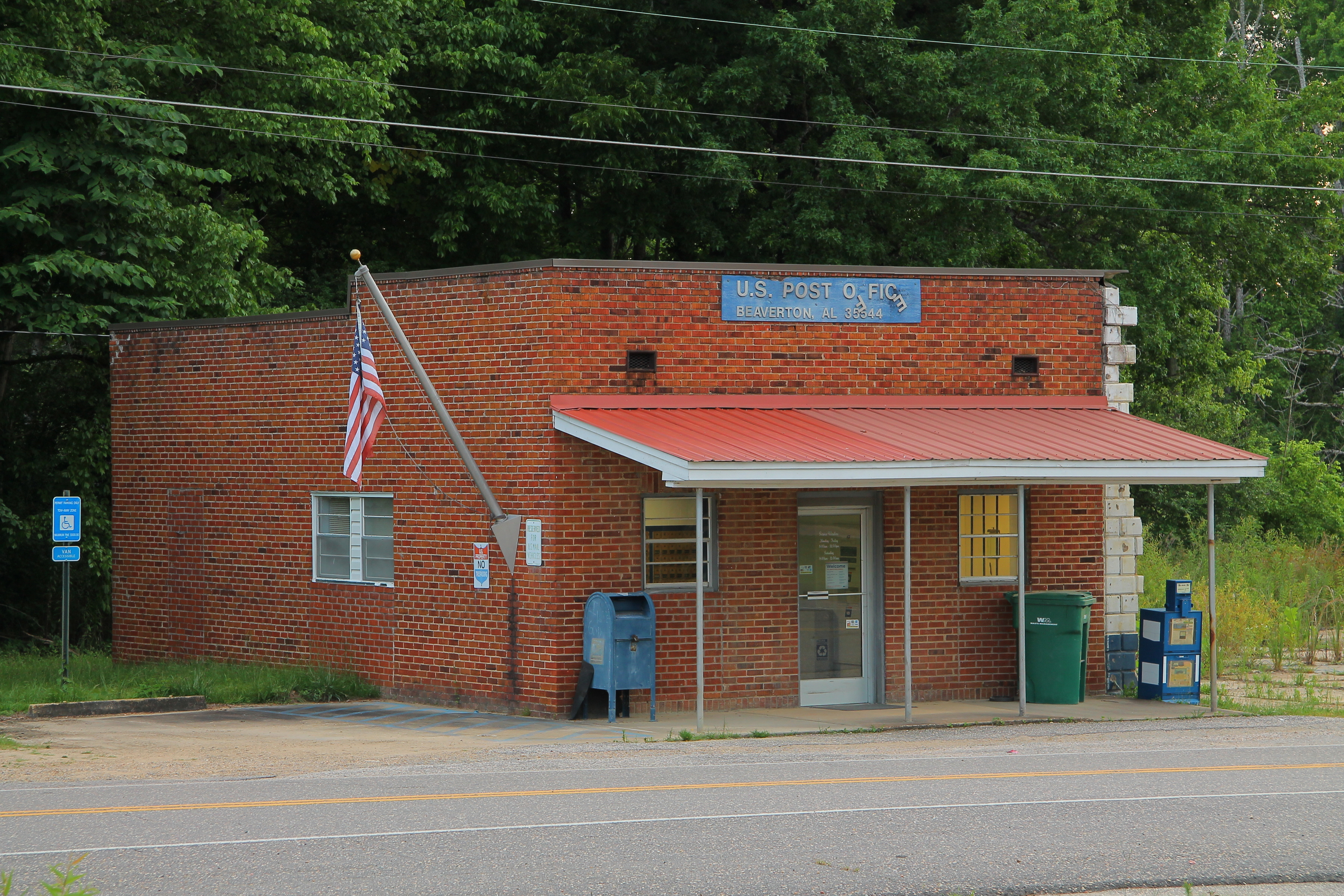
Bureau de poste à Beaverton

Selon le recensement de 2010, sa population est de 201 habitants. La municipalité s'étend sur 4,59 milles carrés (11,89 km2).

## Démographie
| 1930 | 1940 | 1950 | 1960 | 1970 | 1980 | 1990 | 2000 |
| ---- | ---- | ---- | ---- | ---- | ---- | ---- | ---- |
| 164  | 231  | 192  | 162  | 265  | 360  | 319  | 226  |

| 2010 | - | - | - | - | - | - | - |
| ---- | - | - | - | - | - | - | - |
| 201  | - | - | - | - | - | - | - |